# لاجئون في مصر
تستضيف مصر لاجئين وطالبي لجوء من أكثر من 60 دولة؛ إذ تستضيف مصر 270.000 لاجئ وهناك 209.393 ألف طلب لجوء لمصر (أغسطس 2017) ويتأثر هذا العدد بتردي الأوضاع في بلدان اللاجئين كشدة الحروب والصراعات السياسية وموجات الاضطهاد العرقي والكوارث الطبيعية والأزمات الاقتصادية، وعادة ما يأتي العدد الأكبر منهم من الشمال الشرقي وهم عراقيون وفلسطينيون وسوريون ، أو يردون من الجنوب ويكونون حاملين لجنسيات سودانية وصومالية وإثيوبية وإريترية.
نصيب الأسد من عدد اللاجئين يعود للسوريين الذين بلغت نسبتهم 58%، يليهم الإثيوبيون بنسبة 7%، يليهم الإرتريون بنسبة 5%، يليهم مواطنو جنوب السودان بنسبة 4%، يليهم الصوماليون بنسبة 3%، والعراقيون بنسبة 3%، ومجموع حصص باقي الجنسيات (جنسيات مختلفة) بنسبة 3%.

كما أنّ أغلب اللاجئين (74%) من اللاجئين يعيشون في مدينة القاهرة، يليها في عدد اللاجئين الإسكندرية، ثم محافظة الشرقية، ثم دمياط، ثم الدقهلية.